# Emilio Urbano
Emilio Urbano (Napoli, 24 settembre 1974) è un fumettista e disegnatore italiano, noto per la sua lunga carriera presso gli studi Walt Disney e Marvel Comics.

## Biografia
Nato a Napoli nel 1974, nel 2006 si laurea all'Accademia di belle arti di Foggia.
Per la Disney si è occupato di ideare le copertine dei libri dedicati ai classici e le bozze per i gadget abbinati a Topolino o a prodotti dolciari. Ha ideato la serie Mostri e pirati, ha disegnato Amici di zampa (Simba e il re Leone) e di Topolino (Brigitta e l'insonnia del cuore), delle W.I.T.C.H. e il fumetto Ratatouille (film).

## Storie disegnate[3]
- Paperino e il tele-rilancio - Topolino: 3134 - sceneggiatura: Vito Stabile
- Paperino e i turisti per casa - Topolino: 3115 - Sceneggiatura: Massimiliano Valentini
- Doubleduck - Come un gioco - Topolino: 3114 - Sceneggiatura: Vito Stabile
- Paperetta si fa in due - Topolino: 3101 - Sceneggiatura: Vito Stabile
- Prima pagina storia - Zio Paperone e la sfida da 50$ - Fine del gioco - Topolino: 3089 - Sceneggiatura: Giorgio Salati
- Zio Paperone e la sfida da 50$ - Primo stipendio - Topolino: 3088 - Sceneggiatura: Giorgio Salati
- Zio Paperone e la sfida da 50$ - Un nuovo inizio - Topolino: 3087 - Sceneggiatura: Giorgio Salati
- Zio Paperone e la sfida da 50$ - Non è il Klondike - Topolino: 3086 - Sceneggiatura: Giorgio Salati
- Nonna Papera e il fantasma dell'opera - Topolino: 3066 - Sceneggiatura: Blasco Pisapia
- Nonna Papera e il mistero del pomodoro viaggiatore - Topolino: 3017 - Sceneggiatura: Augusto Macchetto
- Weird West Mickey - Diligenza per Ghost Town - Topolino: 3011 - Sceneggiatura: Stefano Ambrosio
- I custodi del mistero - Indiana Pipps e la penna di Leonardo - Topolino: 3007 - Sceneggiatura: Bruno Sarda
- Nonna Papera e l'orto urbano con l'inurbano - Topolino: 3002 - Sceneggiatura: Augusto Macchetto
- I custodi del mistero - Indiana Pipps e l'accordo diabolico - Topolino: 2985 - Sceneggiatura: Bruno Sarda
- I custodi del mistero - Indiana Pipps e la scimitarra di Gengis Khan - Topolino: 2951 - Sceneggiatura: Bruno Sarda
- Paperino Paperotto e il tesoro dal passato - Topolino: 2920 - Sceneggiatura: Valentina Camerini